# Trienttunnel
Der Trienttunnel (italienisch Galleria Trento) ist ein im Bau befindlicher Tunnel von etwa 11 Kilometern Länge im Trentino in Italien. Er ist der Hauptteil der rund 13 Kilometer langen Umfahrung Trient (Circonvallazione di Trento) und im überregionalen Zusammenhang Teil der südlichen Zulaufstrecke zum Brennerbasistunnel. Der Tunnel soll in erster Linie dem Güterverkehr der Brennerbahn zur Umfahrung des Stadtzentrums von Trient dienen. 
Die Umfahrung Trient wird im Süden im Bereich der Gemeindegrenze zwischen Besenello und Trient beginnen und für etwas über einen Kilometer parallel zur Bestandstrecke verlaufen, um anschließend ins Südportal des Trienttunnels zu münden. Der Tunnel, der mit Ausnahme der Portalbereiche aus zwei eingleisigen Röhren bestehen wird, wird in einem Bogen die das Etschtal ostseitig begrenzenden Berghänge durchqueren. Das Nordportal wird sich wenige 100 Meter nördlich vom Bahnhof Trient befinden. Die Umfahrung Trient wird anschließend nach einem weitgehend offen und parallel zur Bestandstrecke geführten Abschnitt etwas südlich vom Güterbahnhof Roncafort enden.
Die Bauarbeiten wurden im Juni 2024 aufgenommen.